# Прича о Трејси Бикер
Прича о Трејси Бикер (енгл. The Story of Tracy Beaker) је британска телевизијска серија за децу. Почела је са снимањем 2002. године. На телевизији је емитован и филм Трејсин филм о себи (енгл. Tracy Beaker's Movie of Me). Такође постоје још две серије које допњују горе споменуту: "Ђубриште" (енгл. The Dumping Ground) и "Трејси Бикер се враћа" (енгл. Tracy Beaker Returns).
Емитовање Приче о Трејси Бикер у Србији почело је 2014. године на ТВ Ултра и приказана је титлована, за разлику од Русије и других земаља које су пак синхронизовале горе споменуту серију.

## Прича
Трејси је одузета родитељима и остављена у дому за незбринуту децу због сиромаштва, али она то не зна. Нон-стоп прижељкујући мајчин повратак заварава себе и околне људе о свом претходном животу. Позната је по прављењу невоља, самоуверености и дрскости, који извиру из усамљености. После пар неуспешних покушаја усваја је списатељица Кем Лосон, са којом проводи остатак живота.

## Ликови

### Деца
- Трејси Бикер, главна јунакиња ове серије. Она је врло надмена, самоуверена, несташна и бунтовна. Међу дрштво је позната по томе што може да излуди и превари сваког радника у дому. Воли да измишља разне приче о себи и својој мами као филмској звезди, у себи прижељкујући њен повратак. Најбољи друг јој је Бен, који живи са својим родитељима у близини дома. Бен је једини који је у потпуности разуме.
- Џастин Литлвуд се уселила у Трејсину собу, после њеног усвајања. Али Трејси се у међувремену враћа и бесни због друге особе у њној соби. Из радозналости Трејси улази у њену бившу собу и тамо квари Џастинин сат, због чега се њих две коначно посвађају и постану ривали. Док је Трејси била одсутна, Џастин се спријатељила са Трејсином раније најбољом другарицом Луиз, шта је још један разлог ривалитета међу њима.
- Луиз Говерн је Џастинина најбоља другарица. Са њом проводи највише времена, мада се некада и посвађају. Луиз се некада дружила са Трејси, али након њеног повратка су се посвађале. Луиз је вечити добрица, права девојчица. Воли розе боју, лептире, принцезе, цртање и читање.
- Лол и Баунсер су браћа. Имају тетку Катрин, код које иду сваки Божић. Добро се слажу са свима. Воле фудбал, рвање, прављење невоља.
- Доли је најмлађа у дому. Често је несташна и воли да се игра. Посебно је блиска са Нејтаном, социјалним радником.
- Амбер Хурст је врло бунтовна. Често прави хаос и бежи из дома. Многи су покушали да је опонашају, што је врло нервира.
- Велардови су главне силаџије на "Ђубришту". Њихова банда се састоји од Рокси, Шантал и Риа. Они уживају у мучењу других, тако прикривајући унутрашњу бол и усамљеност, али временом смекшавају.
- Марко Малуни је разигран и несташан дечак. Најбоља другарица му је Мили. Воли да се костимира у све и свашта. Врло се унервози кад нема идеја за нови костим.
- Креш се стварно зове Лиам Даниелс. У дому га зову "Креш" (Енг. ломити) зато што често бесни и тада ломи ствари. Најбоља другарица му је Џеки. Креш има тату који је скоро изашао из затвора и има проблема са повратком у нормалан живот.
- Џеки Хопер спортски тип. Јако воли свог деку, који је професионални атлтичар и труди се да буде што ближа његовом умећу. После његове смрти Креш јој највише помаже да преброди тешко стање.
- Вучко се стварно зове Сиан Линч. По долазку у дом има проблема са прилагођавањем, али уз помоћ Лола, коме недостаје Баунсер он убрзо бреброди све проблеме.
- Мили је нема и на први поглед врло чудна девојчица. Врло радо помаже Марку око костима и највише времена проводи са њим.
- Ребека Чалмерс је нова ривалка Џастин Литлвуд. Често се свађају. Џастин јој узвраћа бројне зврчке називајући је разним именима, попут "Беки" и "Бекс" шта Ребеку изразито нервира.
- Алис је "видовита". Мисли да може да предосећа разне догађаје. Инече је мирна и послушна, нема проблема са друштвом.

### Радници у дому
- Илејн Бојак је међу децом позната и као Илејн "Давеж" или Илејн "Мали Мозак". Она је социјални радник у њиховом дому и сви је избегавају. За децу је иритантна, али покушава да им помогне својим чудним и често неуспешним начинима.
- Дјук се стварно зове Норман Елингтон. Он је вољени кувар у дому, који деци спрема омиљена јела. Често се "кошка" са Нејтаном. Посебно је близак са Лолом и Баунсером.
- Нејтан Џоунс је социјални радник на обуци. Деца га воле више него друге раднике у дому зато што је увек расположен за игру. Понекад има несугласица са Дјуком и Џени. Посебно је близак са Доли.
- Џени Едвардс је управница дома Стоуви. Понекад је строга, али је праведна. Нервира је Илејн, са њеним методама.
- Мајк Милеган је један од омиљених радника у дому. Игра се са децом и често им помаже. Сви га воле од деце до Илејн.
- Шели Еплтон је нова управница дома Стоуви. На почетку је тешко прихваћена, али је потом свима постала драга.

### Остали
- Кем Лосон је списатељица која је први пут дошла у дом Стоуви због све деце, али се посебно везала за Трејси. После више покушаја Кем усваја Трејси и срећно проводи са њом остатак живота.
- Бен Бејтамбузи је дечак који живи у близини дома Стоуви. Он је Трејсин најбољи друг, који је увек спреман да јој помогне, али и она њему.